# Tendayi Darikwa

Tendayi David Darikwa, né le 13 décembre 1991 à Nottingham, est un footballeur anglais et zimbabwéen qui évolue au poste de défenseur au Lincoln City.

## Biographie
Lors de la saison 2012-2013, il inscrit cinq buts en Football League Two avec le club de Chesterfield, ce qui constitue sa meilleure performance avec cette équipe.
Le 30 juillet 2015, il rejoint le club de Burnley.
Le 26 juillet 2017, Darikwa signe un contrat de quatre ans avec Nottingham Forest.
Le 5 juillet 2024, il rejoint Lincoln City.

## Palmarès

### En club
- Vice-champion de Football League Two (4e division) en 2014 avec Chesterfield
- Champion de Football League Championship (2e division) en 2016 avec Burnley
- Champion d'Angleterre de troisième division en 2022 avec Wigan
- Finaliste du Football League Trophy en 2014 avec Chesterfield